# August-Ernst-Pokal
Der August-Ernst-Pokal (Abkürzung: A.E.P) ist ein Wettkampf zwischen Jugendfeuerwehren, der jährlich im Wechsel bundesweit und auf den Raum um die Stadt Hamburg beschränkt stattfindet.
Die Idee zum Pokal wurde 1976 vom Hamburger Fuhrunternehmer August Ernst (1927–2015) und dem damaligen Landesjugendfeuerwehrwart Ernst Günther Rehder geboren. 1977 fand der erste Wettkampf statt. Seit 1981 übernimmt die FF Oldenfelde-Siedlung die Ausführung und Leitung des Pokals und seit dieser Zeit wurde der Pokal jährlich in Hamburg ausgerichtet. Seit 1988 wird der Pokal alle zwei Jahre bundesweit ausgetragen.
Bei dem auf Bundesebene ausgerichteten Pokal können nur eingeladene Gruppen teilnehmen. Dort tritt weitestgehend ein immer gleicher Teilnehmerkreis aus ca. 20 bis 25 Mannschaften aus dem gesamten Bundesgebietes an. Bei den Spielen werden Feuerwehrtechnik, Allgemeinwissen, Geschick und Naturkunde abgefragt.

## Grundprinzipien
Vier Punkte sind besonders wichtig, um das Ziel zu erreichen:
- Kein Wettbewerbsteilnehmer weiß vor dem Wettbewerbsbeginn, welche Aufgaben gestellt werden. Dadurch wird ausgeschlossen, dass eine einzige Übung vorher wochenlang trainiert wird.
- Die Übungen sollen praxisnah sein. Es gibt also keine Minuspunkte für eine verdrehte Schlauchleitung. Stattdessen wird der sinnvolle Einsatz der Geräte gewertet.
- Alle Mitglieder einer Jugendfeuerwehr gehören der Wettbewerbsmannschaft an (Mindeststärke: 1/8) und können auch eingesetzt werden. Keiner wird ausgeschlossen.
- Alle Aufgaben werden gleich bewertet. Verschiedene Aufgaben bekommen eine zusätzliche Zeitwertung (z. B. Löschangriff auf Zeit).

Die Schiedsrichter sollen nicht nur Fehlerpunkte notieren, sondern im Anschluss an eine Übung die richtige Lösung erklären.
Ursprünglich wurden so viele Aufgaben gestellt, wie Mannschaften gemeldet wurden. Heute gibt es eine feste Zahl Übungen, die teilweise parallel durch mehrere Gruppen abgearbeitet werden.

## Schiedsrichter
Die Schiedsrichter werden seit dem Jahr 1981 von den Kameraden der FF Oldenfelde Siedlung aus Hamburg und ihren Frauen/Männern gestellt. Des Weiteren arbeiten die Kameraden auch die einzelnen Übungen aus.

## Wertung
Die Schiedsrichter vergeben für jede Übung max. 10 Fehlerpunkte. Bei Übungen auf Zeit kommen zusätzlich noch
sog. Zeitfehler hinzu. Seit dem Jahr 2004 wird zusätzlich noch das Benehmen der Gruppe mit gewertet. Sieger ist die Gruppe die, die wenigsten Punkte hat.

## Vergleichbares
Der A.E.P. ist am ehesten noch mit dem Bundeswettbewerb der Deutschen Jugendfeuerwehr zu vergleichen, wobei hierbei zu beachten ist das
dies nur für den sog. A-Teil des Bundeswettbewerbes gilt.

## Kritik
Viele Beobachter der Hamburger Wettbewerbe meinen, dass einige Aufgaben für ihre Jugendfeuerwehr zu schwierig seien. Man muss dabei bedenken, dass der Wettbewerb in Hamburg bereits seit 1977 ausgetragen wird. Der hohe Schwierigkeitsgrad ist mit den Jahren entstanden. Er ist von den Jugendlichen durchaus erwünscht. Der Wettbewerb soll im Übrigen nicht nur Wissen abfragen, sondern auch Wissen vermitteln.

## Gewinner des A.E.P. auf Bundesebene
- 2024: JF Sülldorf-Iserbrook
- 2022: JF Sülldorf-Iserbrook
- 2018: JF Stockheim
- 2016: JF Stockheim
- 2014: JF Stockheim
- 2012: JF Stockheim
- 2010: JF Neuenfelde
- 2008: JF Rahlstedt
- 2006: JF Neuenfelde
- 2004: JF Sülldorf-Iserbrook
- 2002: JF Neuenfelde
- 2000: JF Neuenfelde
- 1998: JF Stockheim
- 1996: JF Öjendorf
- 1994: JF Hamburg-Neuenfelde
- 1992: JF Kempten/Allgäu
- 1990: JF Neuenfelde
- 1988: JF Wankendorf
- 1986: JF Frankfurt-Oberrad
- 1984: JF Lichtenrade

## Austragungsorte
- 2026: (geplant) Sülldorf-Iserbrook
- 2024: Wankendorf
- 2022: Kakerbeck
- 2018: Wittlich
- 2016: Torgelow
- 2014: Rheurdt
- 2012: Stockheim
- 2010: Bremen-Blumenthal
- 2008: Kiel
- 2006: Kempten/Allgäu
- 2004: Berlin-Lichtenrade
- 2002: Neuenfelde
- 2000: Stockheim
- 1998: Salzgitter-Barum
- 1996: Eisenhüttenstadt
- 1994: Rheurdt
- 1992: Neuenfelde
- 1990: Wankendorf
- 1988: Kempten/Allgäu
- 1986: Berlin-Lichtenrade
- 1984: Duvenstedt